# Jörg Breu l'Ancien
Jörg Breu l'Ancien (Augsbourg, vers 1475 – 1537), est un peintre et graveur allemand de l'école du Danube. Il est aussi un concepteur de vitraux et un enlumineur.

## Biographie
Il était fils de tisserand.

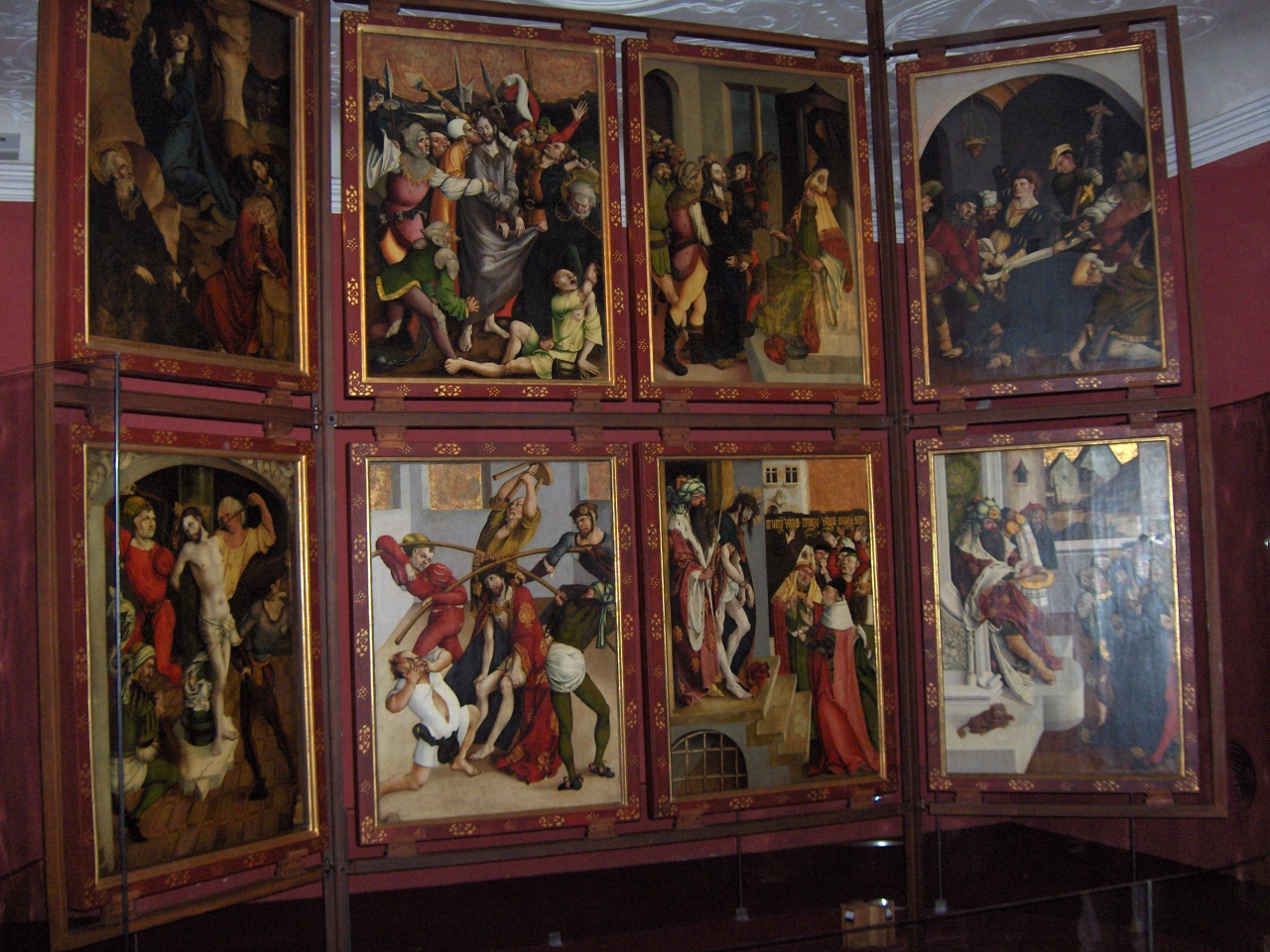
Retable de Melk (1502).

Sa première œuvre documentée en 1501 est un autel présentant l'histoire du Christ (abbaye de Herzogenburg). Il a voyagé en Autriche où il a réalisé plusieurs panneaux de triptyques comme celui de Melk en 1502. Il devint maître peu après, à son retour à Augsbourg. Il a travaillé en Italie vers 1508-1510 pour réaliser le retable de l'histoire de Marie et 1514/1515 pour un Samson qu'il peindra l'année suivante sur la façade de la municipalité d'Augsbourg (aujourd'hui disparu).
En 1520, il décore un orgue de l'église Sainte-Anne. En 1528, il réalise une Lucrèce. Il retourne aux fresques et à la gravure sur bois, spécialité de son fils. Pour une commande de la riche famille Höchstetter, il réalisera des gravures qui serviront à créer un livre d'heures d'Augsbourg.
Il est également l'auteur d'une brève chronique de sa ville, consacrée à sa propre époque (elle va de 1512 à 1537), qui traduit bien l'engagement progressif de l'artisan qu'il était vers la Réforme. Il y parle peu de son activité professionnelle.
À sa mort en 1537, son fils âgé de 30 ans, Jörg Breu le Jeune a poursuivi son atelier jusqu'à sa propre mort, dix ans plus tard.

## Œuvres

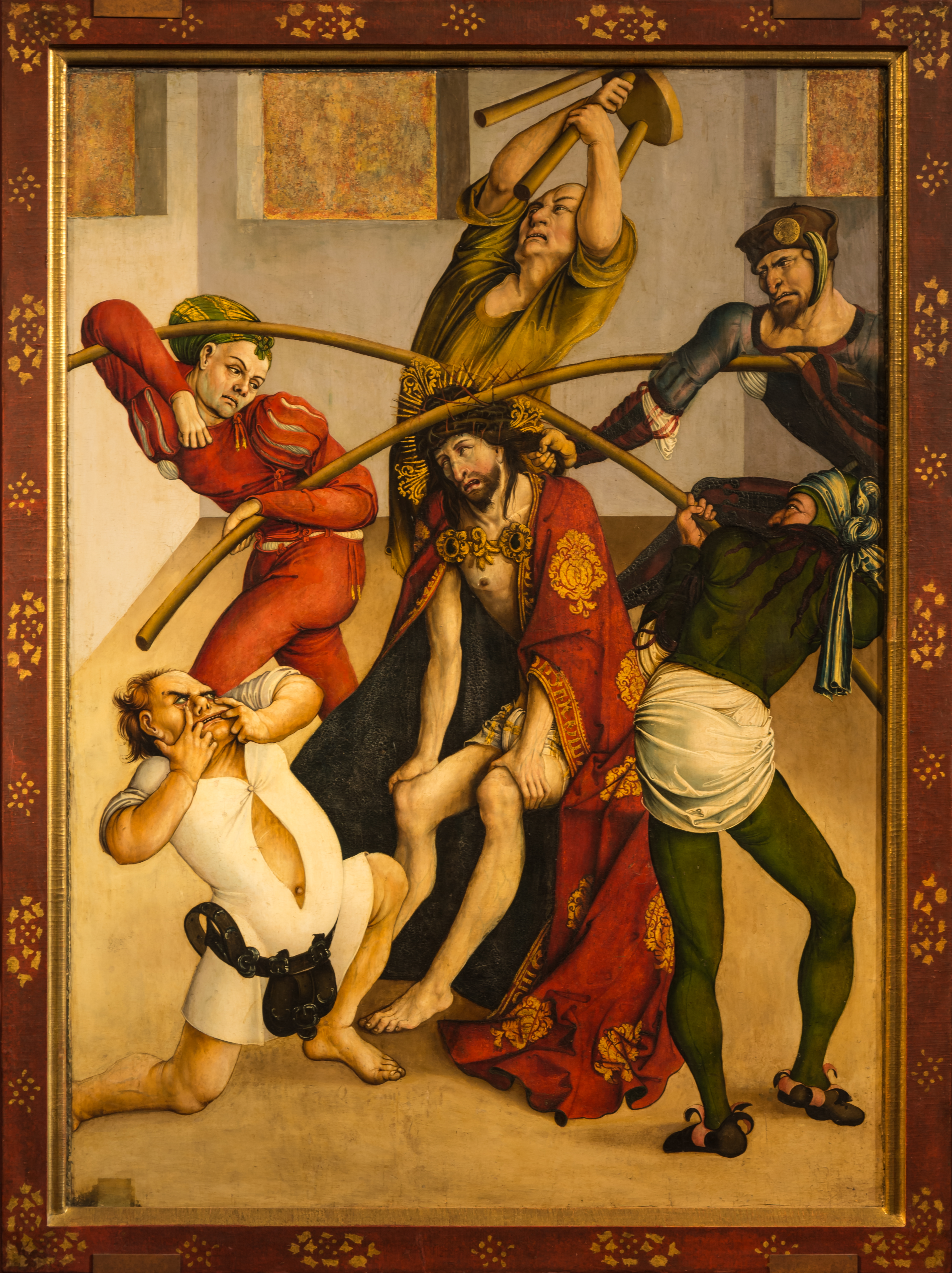
Le Couronnement d'épines, retable de Melk, 1502, musée de l'abbaye de Melk

- Prière de saint Bernard du retable du même nom, 71 × 73 cm, 1500, Stift Zwettl - Autriche
- Retable d'Aggsbach, 1501, Herzogenburg - Augustiner Chorherren-Stift - Autriche
- Retable de Melk, 1502, Museum Stift Melk - Autriche
- Victoire de Scipion sur Hannibal, Munich, Pinacothèque
- Madone avec Catherine et Barbara, 1512, Berliner Museum
- Der Apostelabschied, 1514, musée des beaux-arts d’Augsbourg
- Anbetung der Könige 1518, Coblence, Hospitalkirche
- Madone, Vienne, Kunsthistorisches Museum Wien, collections du Château d'Ambras
- Retable de la passion, 1502
- Die Verspottung Christi, vers 1522, musée des beaux-arts d’Augsbourg
- L'Histoire de Lucrèce,1528, Munich, Pinacothèque
- Massacre de Zama, 1530, Alte Pinakothek München
- Les 4 "Augsburger Monatsbilder", vers 1531, Deutsches Historisches Museum, Berlin
- Meitingsches Epitaph, vers 1534, St. Anna Kirche, Augsbourg

Dessins conservés aux Beaux-Arts de Paris :
- Le Mois de janvier, d'après Jörg Breu l'Ancien, plume, encre brune, pinceau et lavis d'encre de Chine sur papier beige, diam. 0,243 cm[1].
- Le Mois de juillet, d'après Jörg Breu l'Ancien, plume, encre brune, pinceau et lavis d'encre de Chine sur papier beige, diam. 0,239 cm[2].
- Le Mois de d'octobre, d'après Jörg Breu l'Ancien, plume, encre brune, pinceau et lavis d'encre de Chine sur papier beige, diam. 0,242 cm[3].
- Le Mois de novembre, d'après Jörg Breu l'Ancien, plume, encre brune, pinceau et lavis d'encre de Chine sur papier beige, diam. 0,243 cm[4].

En 1520, le riche marchand d'Augsbourg Georg II Höchstetter commande à Jörg Breu l'Ancien une suite des mois de l'année. Les sept feuilles du Kupferstichkabinett de Berlin et l'Albertina à Vienne, appelées vidimus, sont considérées par Andrew Morrall comme des copies, de la main du maître, de cette commande originale. Des copies sont à nouveau réalisées par les assistants du peintre ou celui du peintre-verrier à partir de cette deuxième version de la série, afin d'être employées comme carton ou outil de formation pour les apprentis. Les huit dessins des Beaux-Arts font partie de cette catégorie et semblent assez fidèles au vidimus. Le thème des douze mois de l'année est popularisé par les célèbres Très Riches Heures du duc de Berry et connaît au XVe siècle un grand succès auprès de la noblesse, et au XVIe siècle auprès de la bourgeoisie.

## Galerie

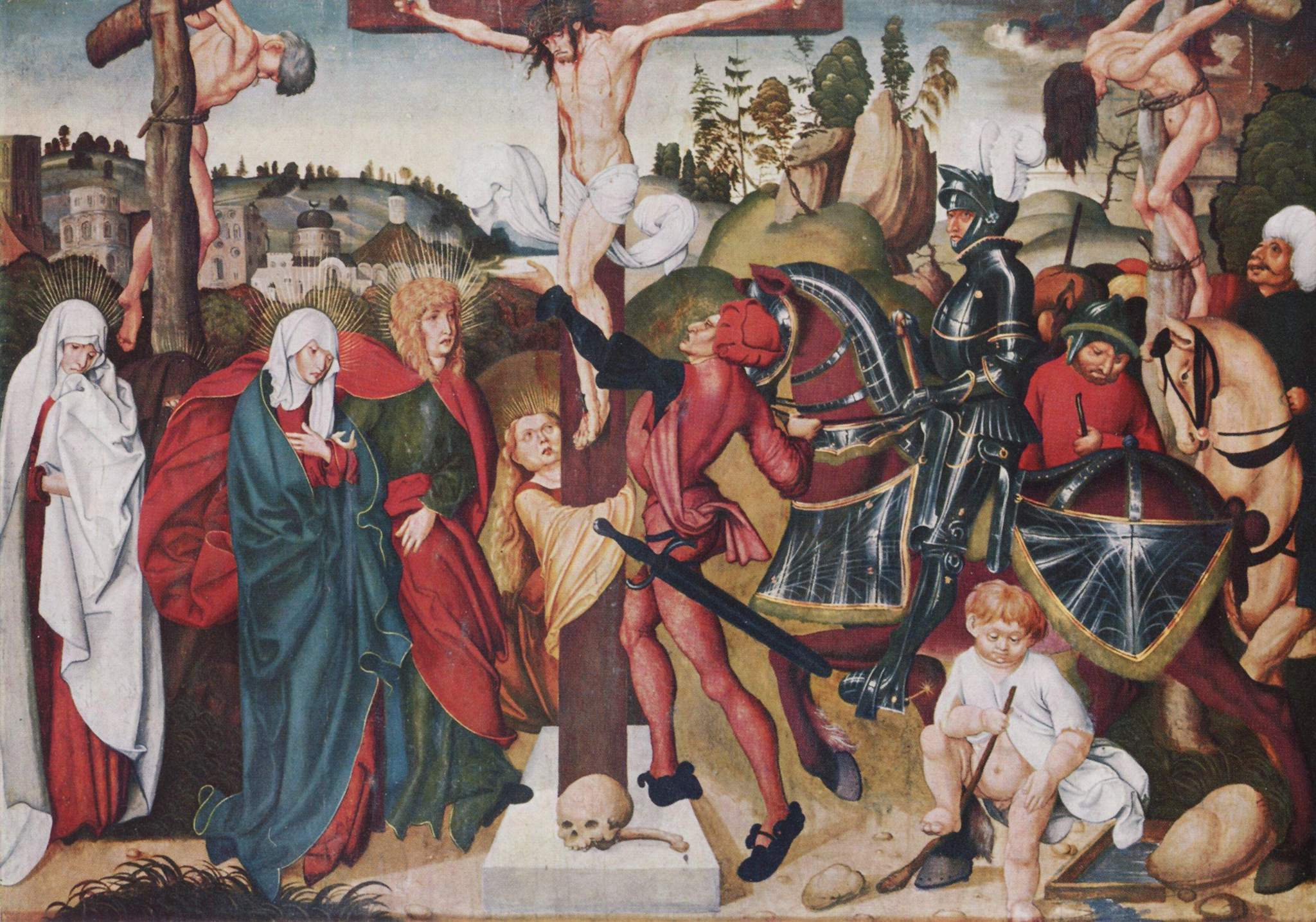
Retable d'Aggsbach, Mise en croix
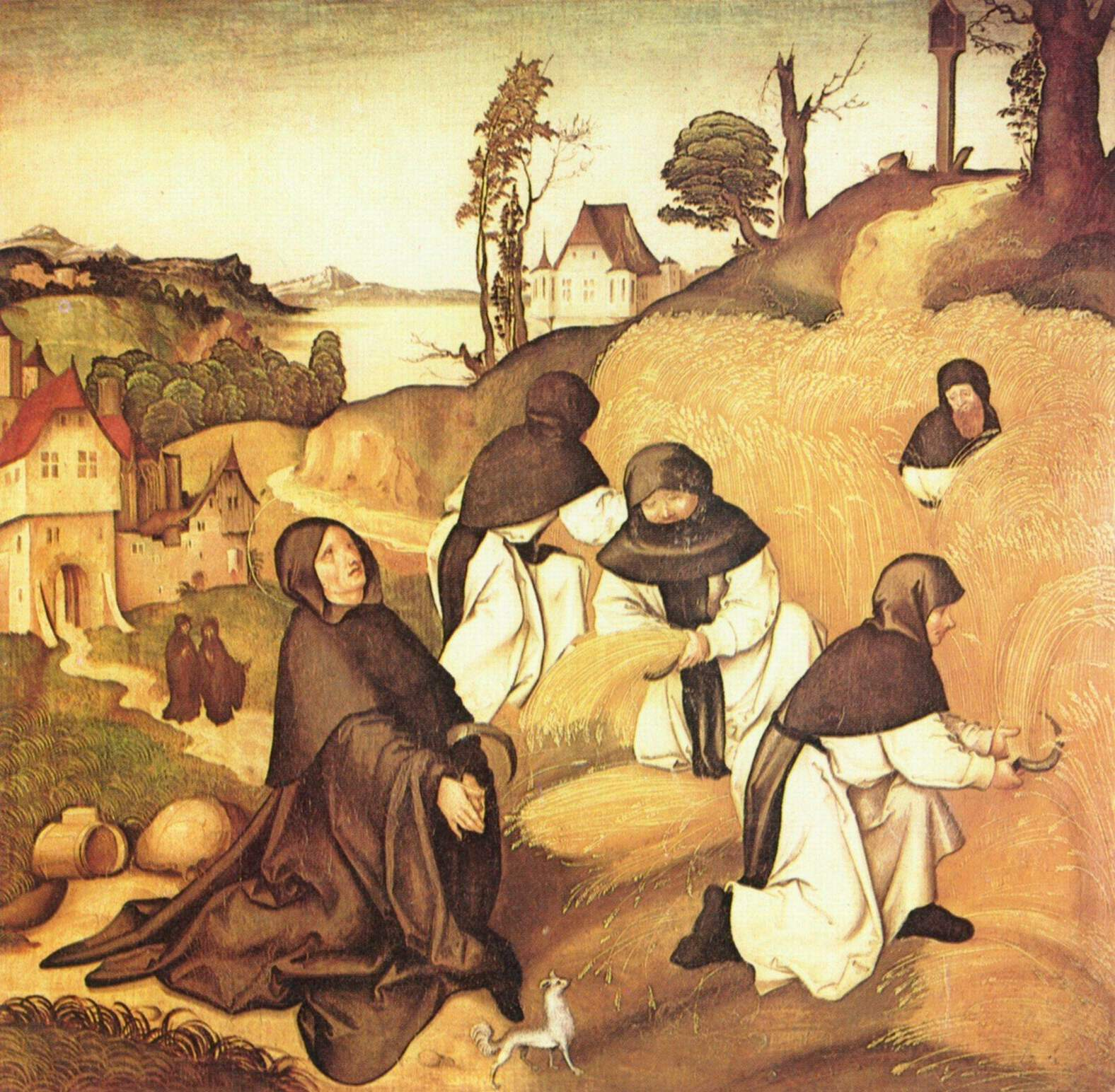
Retable de Saint-Bernard, Scène de la vie de saint Bernard
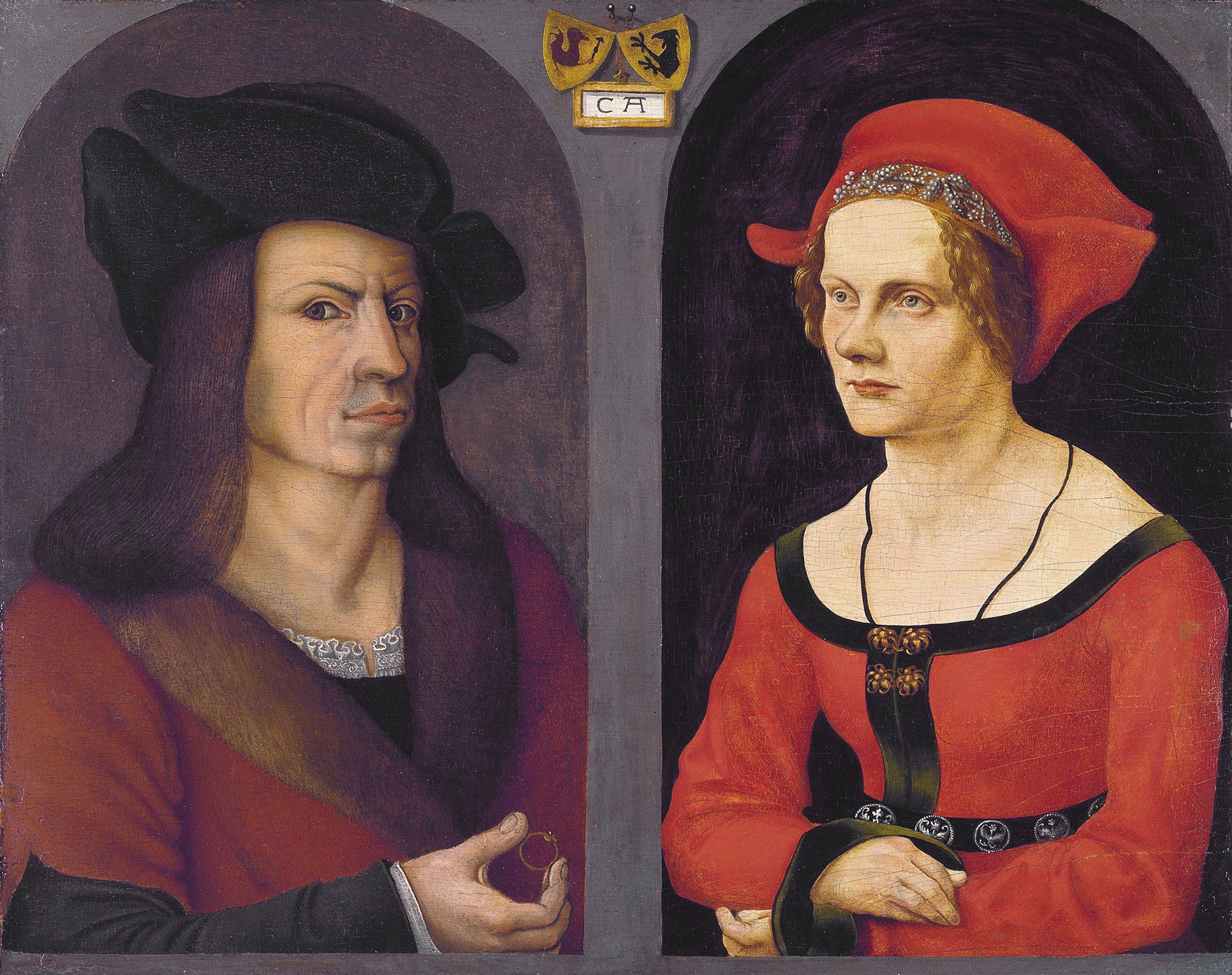
Kolmann Helmschmied et Agnes Breu
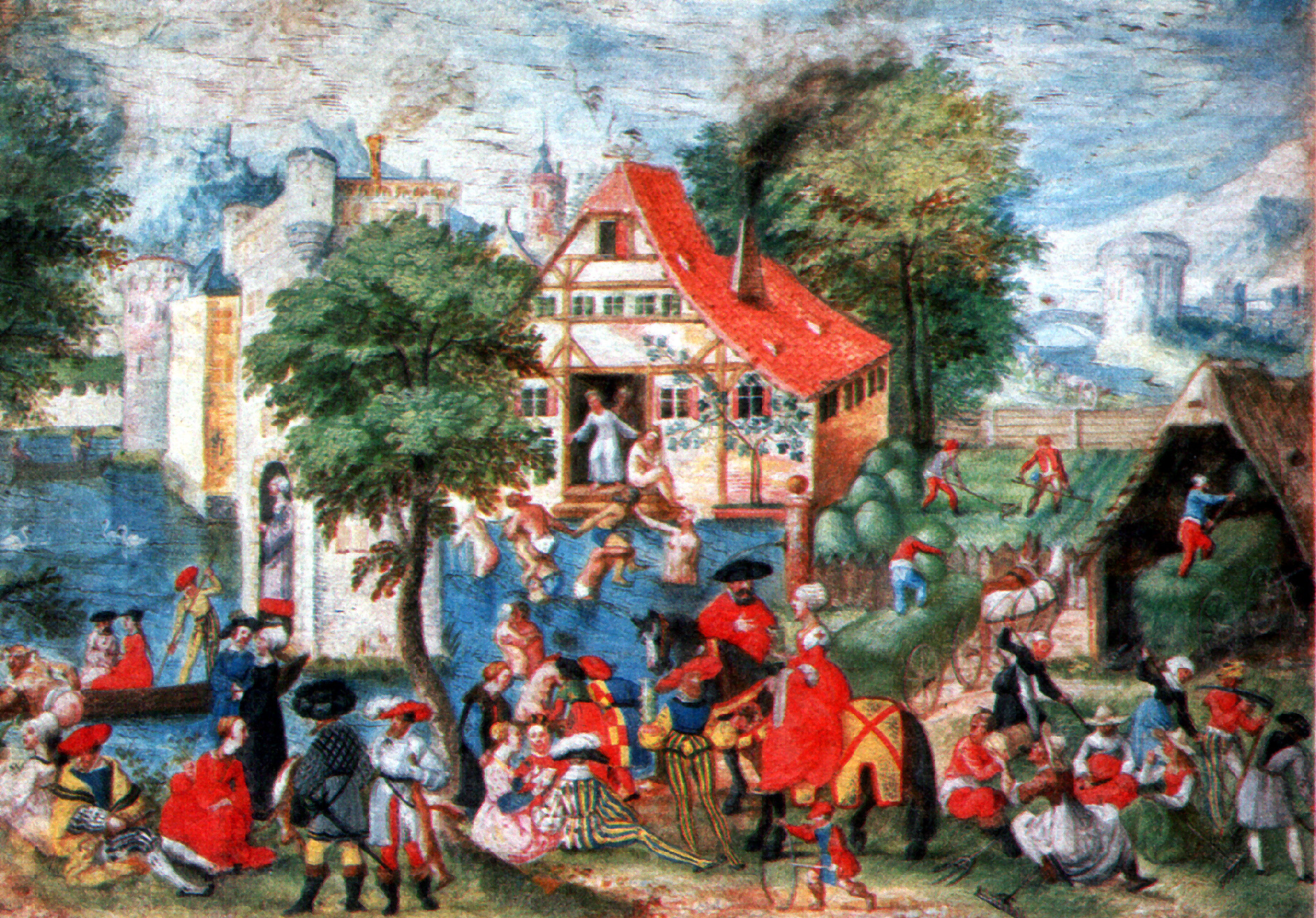
Avril, mai, juin
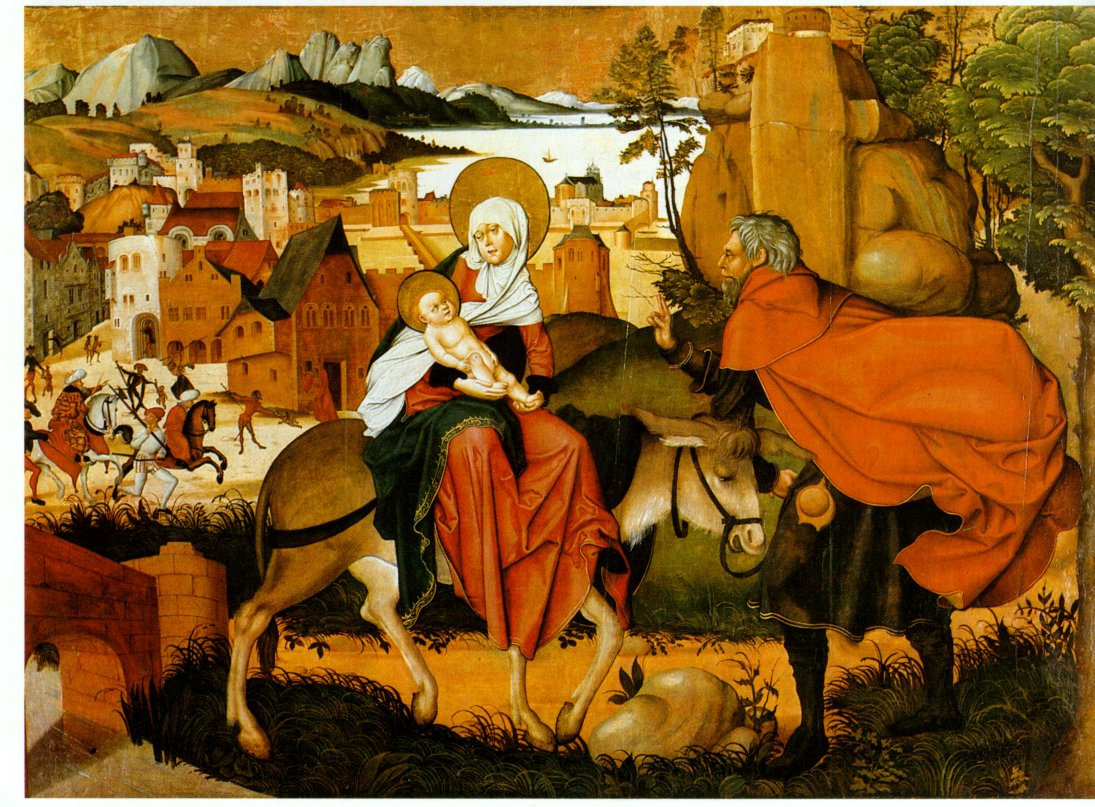
La Fuite en Égypte
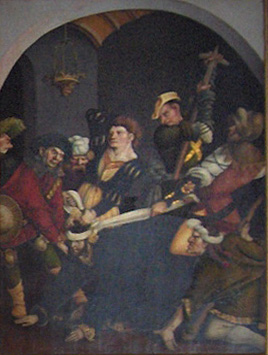
Retable de Melk, Le Christ aux outrages
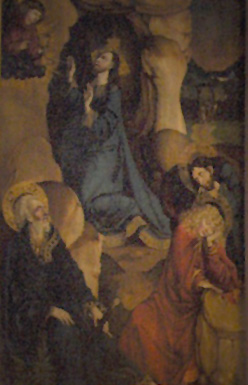
Retable de Melk, Jésus au jardin des oliviers
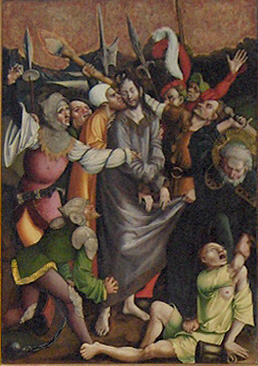
Retable de Melk, Le Baiser de Judas
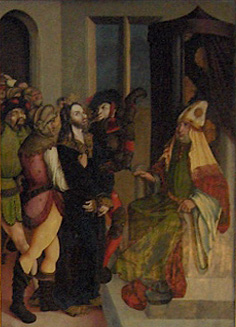
Retable de Melk, Jésus devant Caïphe
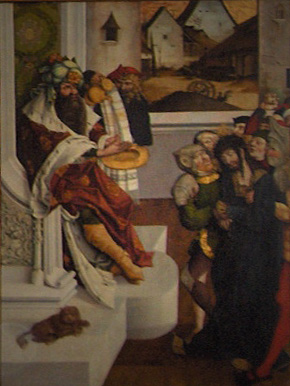
Retable de Melk, Jésus devant Ponce Pilate
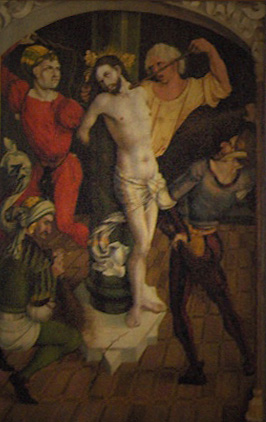
Retable de Melk, La Flagellation
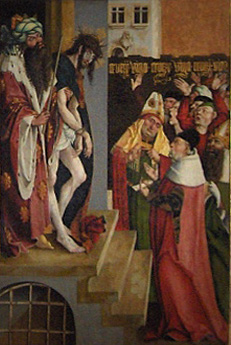
Retable de Melk, Ecce Homo

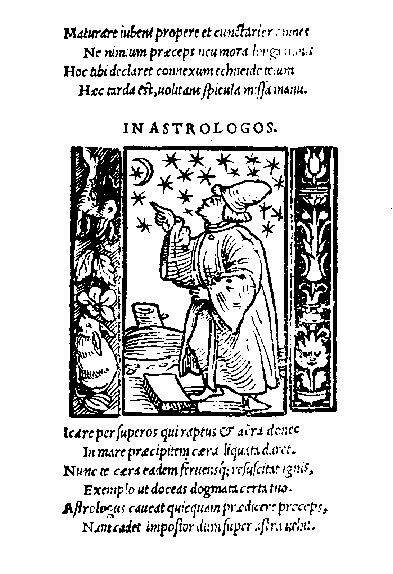
L'astrologue
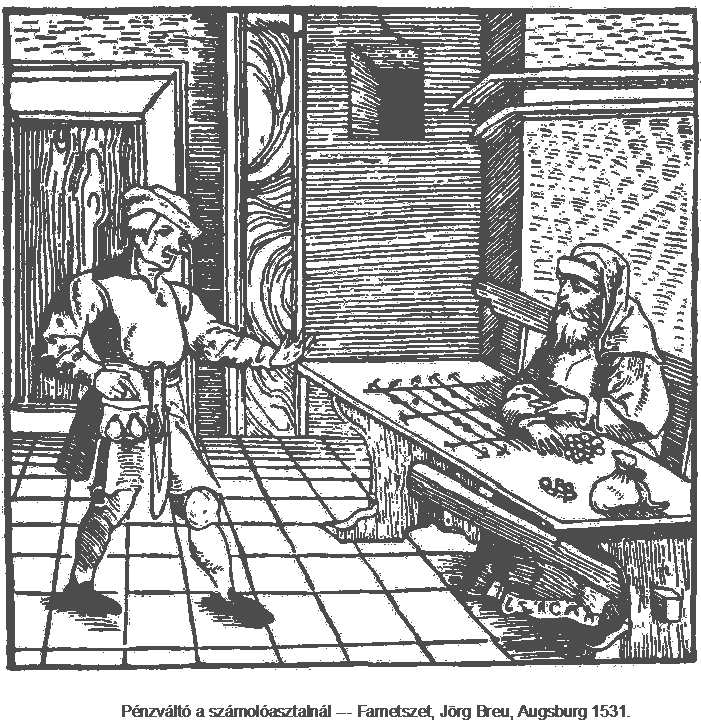
Le changeur
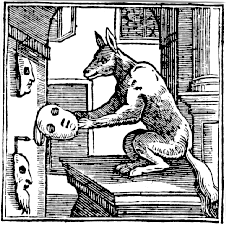
Emblèmes, 109